# Swarraton
Swarraton är en by i civil parish Northington, i distriktet Winchester, i grevskapet Hampshire i England. Byn är belägen 11 km från Winchester. Swarraton var en civil parish fram till 1932 när blev den en del av Northington. Civil parish hade 90 invånare år 1931.